# Melinnexis dubita
Melinnexis dubita är en ringmaskart som först beskrevs av Hoagland 1920.  Melinnexis dubita ingår i släktet Melinnexis och familjen Ampharetidae. Inga underarter finns listade i Catalogue of Life.